# Don't Go (canción de Judas Priest)
«Don't Go» es una canción de la banda británica de heavy metal Judas Priest, incluida como la segunda pista en el álbum Point of Entry de 1981. En febrero del mismo año se publicó como el primer sencillo del disco a través de Columbia Records, alcanzando el puesto 51 en los UK Singles Chart del Reino Unido.
Fue escrita por Rob Halford, K.K. Downing y Glenn Tipton, cuyas letras tratan sobre una mujer que luego de pasar una noche con el hombre se va. Por otro lado, en el mismo año se grabó un vídeo musical que fue dirigido por Julien Temple, en el cual se muestra a la banda tocando en un pequeño cuarto donde posteriormente cada uno de sus integrantes sale con distintas vivencias.
A pesar de ser el primer sencillo promocional del álbum, no fue interpretada en vivo durante la gira World Wide Blitz Tour.

## Lista de canciones
| N.º | Título         | Escritor(es)             | Duración |  |
| 1.  | «Don't Go»     | Halford, Downing, Tipton | 3:18     |  |
| 2.  | «Solar Angels» | Halford, Downing, Tipton | 4:04     |  |

## Músicos
- Rob Halford: voz
- K.K. Downing: guitarra eléctrica
- Glenn Tipton: guitarra eléctrica
- Ian Hill: bajo
- Dave Holland: batería